# Junts pel Sí
Junts pel Sí (Samen voor Ja) is een voormalige catalanistische politieke partij uit Catalonië. Ze werd in juli 2015 in Barcelona opgericht als een coalitiepartij van de centrumrechtse Convergència Democràtica de Catalunya (CDC), met Artur Mas, de links-republikeinse Esquerra Republicana de Catalunya (ERC) met Oriol Junqueras en vooral veel Catalaansgezinde, voordien politiek niet-actieve figuren uit het middenveld van kunst en cultuur, zoals onder meer de bekende voetbaltrainer Pep Guardiola en de zanger Lluís Llach. Bij de verkiezingen voor het Catalaanse Parlement van september 2015 haalde het kartel 62 van de 135 zetels.

## Voorgeschiedenis

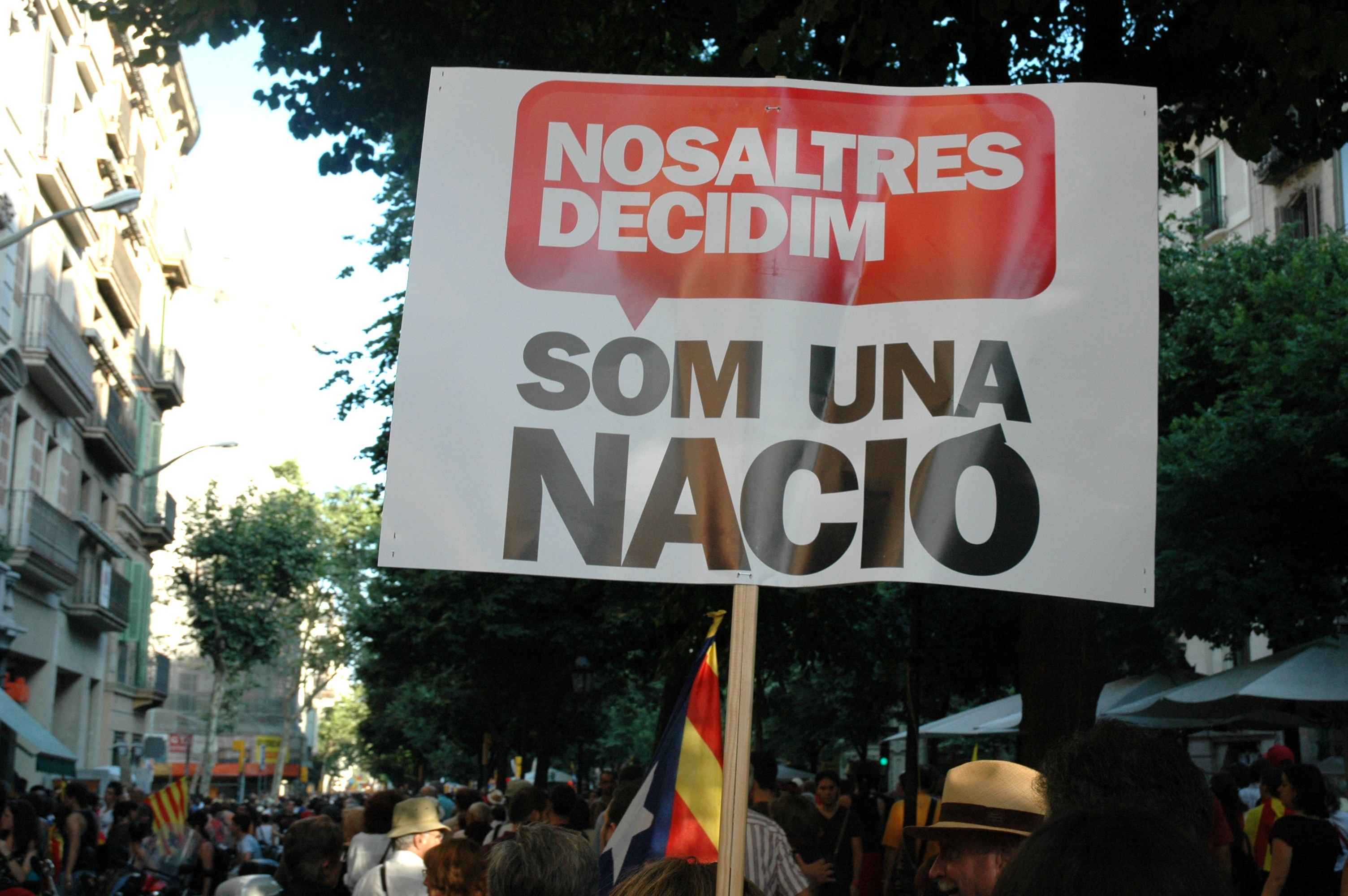
Som una nació (2010)
(we zijn een natie)

In 2010 heeft de rechtse centrale regering uit Madrid, die met absolute meerderheid van de Partido Popular regeert, het autonomiestatuut uit 2006 uit de deelstaat Catalonië, dat zowel door het parlement als per referendum was goedgekeurd, door een harde tegenactie een aantal belangrijke artikelen door het grondwettelijke hof doen wijzigen. Onder meer de grotere regionale autonomie, de voorkeursbehandeling voor de Catalaanse taal en het gebruik van de term "Catalaanse Natie" waren vanuit het oogpunt van het Spaanse nationalisme dat maar één natie erkent, de Spaanse, voor de Partido Popular onaanvaardbaar. De vele opgedrongen wijzigingen leidden tot groot ongenoegen in Catalonië, dat zijn uitdrukking vond in een massale betoging, op 10 juli 2010, onder het motto “Wij beslissen, We zijn een natie”, waartoe opgeroepen werd door het verenigingsleven zoals Òmnium Cultural, de vakbonden en alle politieke partijen, met uitzondering van de Spaansgezinde Partit Popular en Ciutadans.
De onvrede in Catalonië nam niet af, en van dan af werden op de Catalaans nationale feestdag op 11 september manifestaties georganiseerd met meerdere honderdduizend deelnemers. In 2012 volgde de oprichting van de pluralistische Assemblea Nacional Catalana (ANC), een brede burgerbeweging die de partijen onder druk zette om de situatie voor Catalonië te verbeteren. Er ontstond een symmetrische escalatie met de centrale regering in Madrid, die hardnekkig poogde de eenheidsstaat te verdedigen. Vele interventies hadden in Catalonië een omgekeerd effect. Wanneer de nationale onderwijsminister José Ignacio Wert Ortega de onderwijsbevoegdheid van de regio's met een nieuwe wet poogde in te perken, onder het motto «ik wil de Catalaanse leerlingen verspaansen», droeg dit niet bij tot de pacificatie tussen de centrale regering en Catalonië.
De burgerbeweging ANC nam van dan af het voortouw en organiseerde de Catalaanse Weg (2013) , en de massabetogingen in Barcelona in 2014 en 2015. De escalatie nam toe, toen het regionale parlement in 2014 met een meerderheid van 64% een referendum wilde organiseren en de centrale regering dit met alle mogelijke middelen probeerde te verhinderen. Het werd uiteindelijk een informele volksraadpleging, waaraan 2,3 miljoen mensen, op een bevolking van 7,5 miljoen deelgenomen hebben en 80,89% voor onafhankelijkheid gestemd hebben. Volgens de centrale regering was zelfs die informele volksraadpleging illegaal, omdat de eenheid van Spanje grondwettelijk is vastgelegd.
Na dit verboden referendum, was er voor de regionale president, Artur Mas, nog slechts een mogelijkheid, het uitschrijven van nieuwe verkiezingen, waartoe hij rechtens wel in staat was. Aangezien een informele volksraadpleging niets rechtverbindlijks betekende, was dit de enige uitweg. Dit moest duidelijk maken wie voor een onafhankelijke staat was en wie tegen. De belangrijkste partijen in Catalonië hadden een duidelijk standpunt: CDC, CUP en ERC voor onafhankelijkheid, PSC voor meer federalisme, de katholieke UDC voor onderhandelde grotere autonomie, Catalunya Sí que es Pot van Pablo Iglesias Turrión in een onduidelijke tussenpositie, de nationalistische Partido Popular en Ciutadans voor de onverbrekelijke eenheid met Spanje.
Dit leidde tot een moeilijke situatie. De rivaliteit tussen ERC en CDC was groot, tussen links-republikeins en rechts-liberaal lag er een wereld van verschil. Uiteindelijk werd de druk van het maatschappelijke middenveld, met als belangrijkste actoren de ANC en Óminium Cultural zo groot, dat tegen alle verwachtingen besloten werd een eenheidslijst in te dienen, waarop noch de voorzitter van CDC, noch de voorzitter van ERC lijsttrekker zou zijn. Pogingen om de tevens naar onafhankelijkheid strevende CUP mee in de boot te nemen, mislukten. Uiteindelijk besloten CDC en ERC gezamenlijk aan de verkiezingen deel te nemen, zonder vermelding van de partijlogo's op een lijst met veel onafhankelijke kandidaten van buiten de politiek.

## Bekende figuren
- Artur Mas
- Oriol Junqueras
- Pep Guardiola
- Lluís Llach i Grande